# Antonio Francesco Campana
Antonio Francesco Campana (Ferrara, 3 aprile 1751 – Ferrara, 2 maggio 1832) è stato un fisico e medico italiano.

## Biografia
Dopo aver ricevuto un'educazione dai Gesuiti, seguì corsi di medicina a Roma e a Padova diventando infine medico. Iniziò il suo lavoro all'ospedale di Firenze (il Santamaria), studioso di chimica e fisica sperimentale, chiese la creazione di una nuova cattedra universitaria di cui lui stesso divenne il primo professore. Quando scoppiò la rivoluzione francese le università furono ridotte e Campana occupò più cattedre (botanica, agraria e chimica). 
Curò il giardino botanico di Ferrara, inventò diversi meccanismi e macchine che lo aiutarono nello sviluppo della fisica sperimentale, salvò gli allevamenti del luogo da un'epidemia mortale. Il 4 maggio 1832, due giorni dopo la sua morte, fu dichiarato il lutto cittadino.

## Opere
Fra le sue numerose pubblicazioni che riguardavano medicina, botanica e fisica si ricordano:
- Farmacopea Ferrarese (ebbe 16 edizioni)
- Catalogus Planatarum Horti Botanici ferrarien 1812 (la prima edizione)
- De Physicia 1816
- Elementi di fisica campestre
- Fisiologia animale delle piante
- Lezioni di agricoltura
- Fenomeni della rugiada
- Osservazione sugli aratri